# Herbert Haddock
Herbert James Haddock, angleški pomorščak, mornar, častnik in kapitan, * 27. januar 1861 Rugby, Warwickshire, Združeno kraljestvo, † 4. oktober 1946 Southampton, Združeno kraljestvo. 
Haddock je najbolj znan kot kapitan ladje RMS Olympic v času Titanikovega potopa. Bil je tudi prva oseba, ki se je prijavil za poveljstvo Titanika, vendar je namesto tega nadzoroval zbiranje posadke v Belfastu med 25. in 31. marcem 1912.
Zgodba iz časopisa The New York Timesa iz leta 1911 je Haddocka opisovala kot »edinega pomorščaka v atlantski trgovini, ki nosi srednjeviktorijanske brbončice iz ovčjega ovčjega mesa brez brade ali brkov«.

## Zgodnje življenje
Herbert Haddock se je rodil 27. januarja 1861 v Rugbyju v Warwickshiru . V mornarici je služil kot poročnik na krovu ladje HMS Edinburg. 

## White Star Line
Po služenju v kraljevi mornarici se je Haddock pridružil britanski prestižni pomorski družbi White Star Line, kjer je poveljeval številnim ladjam, vključno SS Britannicu, SS Germanicu, RMS Cedricu in RMS Oceanicu.
Haddock je bil tudi uradno prvi poveljnik ladje RMS Titanic. 25. marca 1912 se je prijavil za njenega poveljnika v Southamptonu, nato pa odpotoval v Belfast, kjer je nadziral sklic posadke, ki se je tam sestavljala za ladijski odhod nazaj v Southampton. Kmalu je v Belfast prispel kapitan Edward John Smith, ki je nato postal uradno prvi kapitan Titanica. Haddock je nato 31. marca 1912 odšel iz Belfasta ter odpotoval nazaj v Southampton, kjer je prevzel poveljstvo Smithove prejšnje ladje, RMS Olympic. 3. aprila je Olympic pod Haddockovim poveljstvom izplul iz Southamptona na svojo deseto čezatlantsko potovanje ter v New York priplul 10. aprila, na dan, ko je Titanic izplul iz Southamptona. Olympic je dobil radijski klicni znak MKC.
13. aprila je Olympic izplul iz New Yorka nazaj proti Southamptonu. 15. aprila med 00:10 in 00:15 je Haddocka o nesreči Titanica obvestil Olympicov radijski operater Ernest James Moore. Potem ko je Haddock prejel Titanikov klic CQD, je izračunal novo smer in ukazal, naj se ladja usmeri neposredno proti kraju nesreče. Poslal je tudi sporočilo glavnemu inženirju, da naj ladijske motorje zažene s polno močjo.
Ko je Titanic ob 2:20 potonil, je bil Olympic od mesta potopa oddaljen še več kot sto kilometrov. Ko je RMS Carpathia rešila preživele potnike, je kapitan Carpathie Arthur Rostron zavrnil pomoč, ki jo je ponudil Olympic, na ukaz Bruce Ismay, ki je bil zaskrbljen, da če bi se vkrcali na sestrsko ladjo, ki je podobna Titanicu, povzročila stisko. V naslednjih dneh je radijska soba na Olympicu delovala kot čistilna soba za radijska sporočila.
Sedem tednov po potopu Titanica je Haddock z Olympicom skorajda nasedel na skale blizu Land's Enda. Napako so pripisali napačni navigaciji in Haddock je bil na naslednjih nekaj potovanjih pod strogim nadzorom.

### Prva svetovna vojna
Z začetkom prve svetovne vojne, je Haddock še vedno poveljeval na Olympicu, ko je konec oktobra 1914 pomagal pri reševanju ladje HMS Audiacia, ki je zadela nemško morsko mino in potonila ob zahodni obali Škotske. Potem je bil Olympic privezan v Belfastu, dokler ga septembra 1915 niso preuredili v vojaško ladjo. Haddock je bil prerazporejen za poveljstvo lažnih ladij lesenih dreadnoughtov ter bojnih križark in je bil premeščen za nadzornika v Belfastu. Leta 1915 je Harold Sanderson, vodja Mednarodnega trgovskega marinca, poskušal Haddocka premestiti na poveljstvo ladje HMHS Britannic, ko je bila preurejena v bolniško ladjo. Vendar pa je Admiraliteta zavrnila izpustitev Haddocka iz njegove naloge v Belfastu. Od 5. do 14. maja 1917 je Haddock potoval iz Liverpoola v New York City na krovu ladje SS Saint Paul, šest mesecev preden je bila sprejeta v vojaško službo. Manifest potovanja kaže, da je potovanje Haddocka financirala Admiraliteta in navaja, da je bil njegov končni cilj Newport News v Virginiji, kjer bi ga sprejela britanska mornarica. Glede na ladijski manifest iz leta 1917 Haddock ni bil v ZDA od leta 1914. Po vojni se je Haddock vrnil delat za družbo White Star Line, upokojil pa se je leta 1925. 

## Zasebno življenje
Haddock se je 13. maja 1893 poročil z Mabel Eliza Bouchette v Rock Ferryju v Merseyside. Skupaj sta imela štiri otroke: Geoffreyja (10. januar 1895 - 17. september 1916), Ruth (1896 - 26. oktober 1958) in dvojčka Herberta (21. oktober 1903 - 1988) in Joan (21. oktober 1903 - 21. november 1920).

## Smrt
Herbert Haddock je umrl 4. oktobra 1946 v Southamptonu, star 85 let. Pokopan je bil na pokopališču St. Mary Extra Cemetery. 